# Турнир на приз газеты «Советский спорт» по хоккею с шайбой 1968
Одиннадцатый  турнир на приз газеты «Советский спорт» был разыгран с 25 августа по 10 сентября 1968 года.
В этом сезоне схема турнира окончательно вернулась к проведению предварительных круговых этапов в разных городах. Также часть матчей финального турнира впервые была проведена не в Москве. Вновь увеличилось количество участников – сыграли команды из всех трёх дивизионов класса «А» (в том числе все участники Первой подгруппы) и две иностранные команды.

## Список участников
| Команды класса «А» (Первая группа. Первая подгруппа) | Команды класса «А» (Первая группа. Вторая подгруппа) | Команды класса «А» (Вторая группа)             | Остальные команды               |
| --- | --- | ---------------------------------------------- | ------------------------------- |
| - «Автомобилист» Свердловск - «Динамо» Киев - «Динамо» Москва - «Крылья Советов» Москва - «Локомотив» Москва - «Сибирь» Новосибирск - «Спартак» Москва - «Торпедо» Горький - «Трактор» Челябинск - «Химик» Воскресенск - СКА Ленинград - ЦСКА Москва | - «Восход» Челябинск - «Звезда» Чебаркуль - «Кристалл» Электросталь - «Металлург» Новокузнецк - «Торпедо» Усть-Каменогорск - СК им. Салавата Юлаева Уфа - СК им. Урицкого Казань | - «Буревестник» Челябинск - «Динамо» Ленинград | - Финляндия (мол.) - ЦСКА София |

## Предварительные турниры
28 августа - 3 сентября. Москва. Воскресенск.
| М | Команда                 | 1   | 2    | 3   | 4    | 5    | 6    | И | В | Н | П | Ш     | О |
| - | ----------------------- | --- | ---- | --- | ---- | ---- | ---- | - | - | - | - | ----- | - |
| 1 | «Динамо» Москва         | -   | 3:2  | 1:4 | 6:4  | 5:1  | 5:4  | 5 | 4 | 0 | 1 | 20-15 | 8 |
| 2 | ЦСКА Москва             | 2:3 | -    | 5:4 | 9:3  | 12:2 | 6:1  | 5 | 4 | 0 | 1 | 34-13 | 8 |
| 3 | «Химик» Воскресенск     | 4:1 | 4:5  | -   | 4:4  | 6:3  | 5:1  | 5 | 3 | 1 | 1 | 23-14 | 7 |
| 4 | «Крылья Советов» Москва | 4:6 | 3:9  | 4:4 | -    | 6:5  | 11:1 | 5 | 2 | 1 | 2 | 28-25 | 5 |
| 5 | «Звезда» Чебаркуль      | 1:5 | 2:12 | 3:6 | 5:6  | -    | 4:1  | 5 | 1 | 0 | 4 | 15-30 | 2 |
| 6 | «Кристалл» Электросталь | 4:5 | 1:6  | 1:5 | 1:11 | 1:4  | -    | 5 | 0 | 0 | 5 | 8-31  | 0 |

28 августа - 3 сентября. Ленинград. ДС «Юбилейный».
Лауреаты турнира:
- Лучший вратарь – Виктор Коноваленко («Торпедо»)
- Лучший защитник – Алексей Макаров («Спартак»)
- Лучший нападающий – Валентин Панюхин (СКА)
- Лучший молодой игрок – Виталий Краев («Автомобилист»)
- Приз справедливой игры – «Автомобилист»

| М | Команда                   | 1   | 2    | 3    | 4   | 5    | 6    | И | В | Н | П | Ш     | О |
| - | ------------------------- | --- | ---- | ---- | --- | ---- | ---- | - | - | - | - | ----- | - |
| 1 | СКА Ленинград             | -   | 8:5  | 6:2  | 1:1 | 8:5  | 9:2  | 5 | 4 | 1 | 0 | 32-15 | 9 |
| 2 | «Спартак» Москва          | 5:8 | -    | 5:3  | 6:0 | 6:4  | 12:5 | 5 | 4 | 0 | 1 | 34-20 | 8 |
| 3 | «Автомобилист» Свердловск | 2:6 | 3:5  | -    | 2:1 | 11:2 | 6:3  | 5 | 3 | 0 | 2 | 24-17 | 6 |
| 4 | «Торпедо» Горький         | 1:1 | 0:6  | 1:2  | -   | 4:1  | 6:1  | 5 | 2 | 1 | 2 | 12-11 | 5 |
| 5 | Финляндия (мол.)          | 5:8 | 4:6  | 2:11 | 1:4 | -    | 9:0  | 5 | 1 | 0 | 4 | 21-29 | 2 |
| 6 | «Динамо» Ленинград        | 2:9 | 5:12 | 3:6  | 1:6 | 0:9  | -    | 5 | 0 | 0 | 5 | 11-42 | 0 |

28 августа - 3 сентября. Киев. Дворец спорта.
| М | Команда                    | 1    | 2   | 3   | 4    | 5    | И | В | Н | П | Ш     | О |
| - | -------------------------- | ---- | --- | --- | ---- | ---- | - | - | - | - | ----- | - |
| 1 | «Локомотив» Москва         | -    | 3:3 | 7:2 | 6:1  | 11:0 | 4 | 3 | 1 | 0 | 27-6  | 7 |
| 2 | «Динамо» Киев              | 3:3  | -   | 8:5 | 5:3  | 8:2  | 4 | 3 | 1 | 0 | 24-13 | 7 |
| 3 | СК им. Урицкого Казань     | 2:7  | 5:8 | -   | 8:0  | 7:3  | 4 | 2 | 0 | 2 | 22-18 | 4 |
| 4 | «Торпедо» Усть-Каменогорск | 1:6  | 3:5 | 0:8 | -    | 11:2 | 4 | 1 | 0 | 3 | 15-21 | 2 |
| 5 | ЦСКА София                 | 0:11 | 2:8 | 3:7 | 2:11 | -    | 4 | 0 | 0 | 4 | 7-37  | 0 |

25 августа - 3 сентября. Челябинск. ДС «Юность».
| М | Команда                    | 1   | 2   | 3   | 4   | 5   | 6   | И | В | Н | П | Ш     | О  |
| - | -------------------------- | --- | --- | --- | --- | --- | --- | - | - | - | - | ----- | -- |
| 1 | «Сибирь» Новосибирск       | -   | 5:3 | 5:4 | 8:4 | 5:3 | 3:1 | 5 | 5 | 0 | 0 | 26-15 | 10 |
| 2 | СК им. Салавата Юлаева Уфа | 3:5 | -   | 3:3 | 4:3 | 6:4 | 4:1 | 5 | 3 | 1 | 1 | 20-16 | 7  |
| 3 | «Трактор» Челябинск        | 4:5 | 3:3 | -   | 5:2 | 0:4 | 6:4 | 5 | 2 | 1 | 2 | 18-18 | 5  |
| 4 | «Восход» Челябинск         | 4:8 | 3:4 | 2:5 | -   | 4:2 | 3:2 | 5 | 2 | 0 | 3 | 16-21 | 4  |
| 5 | «Металлург» Новокузнецк    | 3:5 | 4:6 | 4:0 | 2:4 | -   | 3:2 | 5 | 2 | 0 | 3 | 16-17 | 4  |
| 6 | «Буревестник» Челябинск    | 1:3 | 1:4 | 4:6 | 2:3 | 2:3 | -   | 5 | 0 | 0 | 5 | 10-19 | 0  |

## 1/4 финала
| 05.09.1968 | ЦСКА Москва        | «Сибирь» Новосибирск      | 5:2 |
| 05.09.1968 | «Спартак» Москва   | «Химик» Воскресенск       | 5:1 |
| 05.09.1968 | СКА Ленинград      | «Автомобилист» Свердловск | 5:4 |
| 06.09.1968 | «Локомотив» Москва | «Динамо» Москва           | 5:0 |

## 1/2 финала
| 07.09.1968 | ЦСКА Москва      | СКА Ленинград      | 2:0 |
| 08.09.1968 | «Спартак» Москва | «Локомотив» Москва | 4:0 |

## Финал
| 10.09.1968 | ЦСКА Москва | 6:5 (2:2, 1:4, 3:4) | «Спартак» Москва | ДС ЦС им. Ленина, Москва Зрителей: 14 000 |

| Отчёт | Отчёт | Отчёт                                                                                    | Отчёт | Отчёт |  |
| --- | --- | ---------------------------------------------------------------------------------------- | --- | --- |  |
| | |                                                                                          | | |  |
| | Виктор Толмачёв (Александр Пашков - при счете 3:3) | Вратари                                                                                  | Виктор Зингер | Судьи: А.Захаров [Москва) Л.Гусев (Москва) |  |
| | Голы: |                                                                                          | | Судьи: А.Захаров [Москва) Л.Гусев (Москва) |  |
| В.Александров 10' Е.Мишаков (бол.) 14' В.Полупанов (бол.) 22' А.Ионов 47' В.Викулов 55 В.Александров 58' | 1:0 2:0 3:0 3:1 3:2 3:3 4:3 4:4 4:5 :5 6:5 | 40' А.Севидов (бол.) В.Старшинов (бол.) А.Мартынюк (бол.) 50' Е.Паладьев 54' В.Старшинов | | Судьи: А.Захаров [Москва) Л.Гусев (Москва) |  |
| | |                                                                                          | | Судьи: А.Захаров [Москва) Л.Гусев (Москва) |  |
| | |                                                                                          | | Судьи: А.Захаров [Москва) Л.Гусев (Москва) |  |
| | |                                                                                          | | Судьи: А.Захаров [Москва) Л.Гусев (Москва) |  |
| | |                                                                                          | | Судьи: А.Захаров [Москва) Л.Гусев (Москва) |  |
| | |                                                                                          | | |  |
| | |                                                                                          | | |  |
| | Анатолий Тарасов | Тренер                                                                                   | Николай Карпов | |  |
| О.Зайцев - И.Ромишевский, А.Рагулин - В.Лутченко, Ю.Шаталов - В.Кузькин; Е.Мишаков - А.Ионов - Ю.Моисеев, В.Викулов - В.Полупанов - А.Фирсов, Б.Михайлов (В.Харламов) - В.Петров (А.Смолин) - В.Александров | О.Зайцев - И.Ромишевский, А.Рагулин - В.Лутченко, Ю.Шаталов - В.Кузькин; Е.Мишаков - А.Ионов - Ю.Моисеев, В.Викулов - В.Полупанов - А.Фирсов, Б.Михайлов (В.Харламов) - В.Петров (А.Смолин) - В.Александров | Состав                                                                                   | В.Кузьмин - Е.Паладьев, А.Макаров - В.Меринов, В.Мигунько - Д.Китаев; В.Ярославцев - В.Шадрин - А.Якушев, Е.Зимин – А.Мартынюк (В.Старшинов) - Б.Майоров, А.Севидов - Ю.Борисов - Г.Крылов | В.Кузьмин - Е.Паладьев, А.Макаров - В.Меринов, В.Мигунько - Д.Китаев; В.Ярославцев - В.Шадрин - А.Якушев, Е.Зимин – А.Мартынюк (В.Старшинов) - Б.Майоров, А.Севидов - Ю.Борисов - Г.Крылов |  |